# Maurizio Guarini
Maurizio Guarini (Roma, 25 gennaio 1955) è un tastierista, compositore e arrangiatore italiano.
È noto per aver militato per molti anni nel gruppo dei Goblin, alternando la sua presenza a periodi di collaborazione musicale con altri artisti italiani fra i quali Renato Zero, Antonello Venditti, Riccardo Cocciante, Patty Pravo, Lucio Battisti, Gianni Morandi, Mia Martini, Enzo Carella. Vive e lavora in Canada.

## Discografia

### Album solo
- 2013 - Creatures from a Drawer
- 2019 - A Goblin's Chamber

### Goblin
- 1976 - Roller
- 1976 - Chi? - 45 giri
- 1977 - Suspiria (non accreditato)
- 1979 - Patrick
- 1979 - Buio Omega - colonna sonora del film di Joe d'Amato
- 1980 - Contamination - colonna sonora del film di Luigi Cozzi
- 1981 - Uragano di fuoco'
- 1982 - Volo
- 1983 - Notturno
- 1983 - Il ras del quartiere
- 2006 - Back to the Goblin 2005
- 2012 - Live in Roma
- 2012 - Two Concerts in Tokyo (DVD)
- 2015 - Four of a Kind
- 2016 - Austinato - Live in Texas (DVD/Blu Ray)

### Altre colonne sonore
- 1975 - Gamma - tastiere (con Enrico Simonetti)
- 1977 - Schock - tastiere (con Libra)
- 1979 - Zombi 2 - tastiere (con Bixio/Tempera)
- 1980 - White Pop Jesus - tastiere (con Bixio/Tempera)
- 1980 - Paura nella città dei morti viventi - tastiere (con Bixio/Tempera)
- 1985 - Sotto il vestito niente - tastiere (con Pino Donaggio)
- 1986 - L'inchiesta - tastiere (con Pino Donaggio)
- 1986 - La monaca di Monza - tastiere (con Pino Donaggio)
- 1986 - Murderock - Uccide a passo di danza - tastiere (con Keith Emerson)
- 1986 - Il caso Moro  - tastiere (con Pino Donaggio)
- 1986 - Hotel Colonial  - tastiere (con Pino Donaggio)
- 1987 - Sette chili in sette giorni  - tastiere (con Pino Donaggio)
- 1988 - Don Camillo  - tastiere (con Pino Donaggio)
- 1991 - Il Portaborse  - tastiere (con Pino Donaggio)
- 1998 - Il fantasma dell'Opera - tastiere aggiunte